# Value Delivery Modeling Language
Value Delivery Modeling Language (VDML) ist eine Standardmodellierungssprache für die Analyse und Gestaltung des Betriebs eines Unternehmens mit besonderem Fokus auf die Schaffung und den Austausch von Werten.

## Zweck
Im Jahr 2009 startete die Object Management Group (OMG) einen Request for Proposal (RfP), um einen Standard für die Wertmodellierung zu entwickeln. Ziel dieses RfP ist es, die verschiedenen vorhandenen Wertmodelle zu integrieren und einen vollständigen Überblick über die Geschäftslogik einer Organisation zu geben.

## Anforderungen an den Standard
Um dieses Ziel zu erreichen, muss der Standard neun Anforderungen erfüllen:
1. Das Metamodell muss die Eigenschaften des Metamodels Meta-Object Facility (MOF) erfüllen. MOF ist ein Standard für die modellgetriebene Technik und ist in 4 Lagen strukturiert. Die obere Schicht (Modell M3) besteht aus einer Sprache, die zum Aufbau von Metamodellen verwendet wird. Diese Metamodelle sind die zweite Schicht (Modell M2) und sie beschreiben die dritte Schicht (Modell M1). Die letzte Schicht, die Datenschicht wird verwendet, um reale Objekte zu beschreiben.
2. Das Metamodell muss die Analyse der Aktivitäten der Wertschöpfungskette unterstützen, um die Identifizierung von Differenzierern zu unterstützen. Die interne Wertschöpfungskette sollte als Teil des Metamodells sein.
3. Eine Leistungsanalyse muss möglich sein. Dies ist eng mit der zweiten Anforderung verknüpft. Eine Fähigkeit ist die Möglichkeit, irgendeine Art von Aktivität auszuführen. Die Qualität einer Aktivität ist als solche abhängig von den Fähigkeiten der Organisation. Als solches sollte das Metamodell eine Möglichkeit beinhalten, diese Fähigkeiten zu analysieren.
4. Das Wertmodell sollte ein adäquates Detail aufweisen, um sowohl Aktivitäten als auch Fähigkeiten auf operativer Ebene einzubeziehen. Allerdings konzentriert sich ein Wertmodell auf die Ein- und Ausgänge im Gegensatz zu einem Prozessmodell wie BPMN.
5. Das Wertmodell sollte in der Lage sein, Aktivitäten auf mehreren Ebenen zu aggregieren, um sie aus verschiedenen Blickwinkeln zu analysieren (z. B. strategisch gegenüber operativ).
6. Es sollte möglich sein, Performance- und Kostenaspekte mit den Aktivitäten zu verbinden
7. Die Beziehungen zu anderen Organisationen wie Wettbewerbern und strategischen Allianzen sollten berücksichtigt werden.
8. Die Ereignisse, die eine Aktivität auslösen, sollten in das Metamodel aufgenommen werden
9. Der Benutzer sollte in der Lage sein, seine eigenen Spezifikationen einzuschließen.

## Bisher integrierte Wertmodelle
Der VDML-Standard integriert 7 vorhandene Wertmodelle:
- Porter’s Value Chain
- Geschäftsmodell Ontologie von Osterwalder
- Verna Allee’s Value Network Analysis
- E3-Wertanalyse
- Ressourcen, Ereignisse, Akteure (REA) Analyse
- Wertstromanalyse
- Service-orientierte Business-Architektur-Analyse

## Einsatzszenarien
VDML-Modelle werden zur Analyse sowie zur prototypischen Entwicklung zukünftiger Geschäftsmodelle eingesetzt. Beispielhaft werden der Aufbau neuer Geschäftsbereiche, Mergers&Akquisitions, Betriebliche Transformationen genannt.
Die Verwendung von VDML-Diagrammen zur Unterstützung der Geschäftsmodellinnovation wird in diskutiert
VDML wurde auf einen Anwendungsfall in der Herstellung angewendet. Es zeigt die Verwendung von VDML für die Modellierung und Analyse einer vorgeschlagenen Änderung an einem as-is-Business-System.